# New Zealand Professional Firefighters’ Union
Die New Zealand Professional Firefighters’ Union (NZPFU) ist eine Gewerkschaft für Beschäftigte der Feuerwehren in Neuseeland.

## Weiterer Name
In der Sprache der Māori wird die Gewerkschaft Te Kāhui Kaipatuahi o Aotearoa genannt.

## Geschichte
Die Gewerkschaft wurde am 15. Mai 1991 unter dem Namen beim New Zealand Companies Office offiziell registriert. Es ist nicht bekannt, wann die Gewerkschaft gegründet wurde.

## Gewerkschaft
Neben den 19 bestehenden Ortsverbänden der Gewerkschaft, die in den wichtigsten Großstädten zu finden sind, sind Mitglieder in allen Berufsfeuerwehrwachen des Landes vertreten. Die Gewerkschaft gibt an, ein wichtiger Partner von Fire and Emergency New Zealand zu sein.